# 빌리 소프
빌리 소프(Billy Thorpe, AM, 본명은 윌리엄 리처드 소프(William Richard Thorpe), 초기 예명은 리틀 록 앨런(Little Rock Allen)·퍼픈 빌리(Puff'n Billy), 1946년 3월 29일 ~ 2007년 2월 28일)는 영국 잉글랜드 지방에서 출생한 오스트레일리아의 싱어송라이터 겸 기타 연주자 및 편곡가이며 음반 프로듀서 겸 소설가이다.

## 생애
영국인 출신으로 영국 잉글랜드 지방 그레이터 맨체스터 주 맨체스터에서 출생한 그는 9세 때인 1955년에 일가족과 함께 오스트레일리아로 이주하였으며 10세 때인 이듬해 1956년에는 오스트레일리아 퀸즐랜드주 브리즈번에서 솔로 가수 겸 기타 연주자로 첫 데뷔하였고 17세가 되어서는 1963년부터 2002년까지 무려 39년간을 자신이 리더로서 주축을 이룬 "Billy Thorpe & the Aztecs"라는 록 음악 밴드의 리드 보컬리스트 겸 리드 기타리스트로 활동하면서 때때로는 틈틈이 솔로 가수 활동도 병행하였고 33세 때였던 1979년에는 소설가로도 등단하여 이후에는 주로 오스트레일리아와 미국과 영국에서 대중음악가와 소설가로서 큰 인기를 누렸다.
2007년 2월 28일, 오스트레일리아 뉴 사우스 웨일스 주 시드니에서 심근경색으로 인하여 향년 61세로 별세하였다.